# Фірмік Матерн
Юлій Фірмік Матерн (лат. Julius Firmicus Maternus; дати народження й смерті невідомі ) — давньоримський поет часів пізньої Римської імперії.

## Життєпис
Походив з сенаторської родини. Народився на Сицилії. Отримав гарну освіту і протягом ряду років займався адвокатською діяльністю. Між 334 та 337 роках був навернений на християнство. З цього моменту приділяє усі свої сили утвердженню цього віровчення.

## Творчість
До того, як став християнином, Матерн опублікував твір «Астрологія» (Matheseos) у 8 книгах, в якому пояснює значення і важливість астрології, захищає тезу про те, що людське життя підпорядкована долі й що долю можна дізнатися за зірками, дає різні астрологічні відомості. Оригінальністю цей твір не відрізняється. Автор нерідко грішить багатослівністю і непослідовністю. Свій матеріал він брав з різноманітних джерел, по більшій частині не зазначених і тому не відомих тепер. Складається враження, що Фірмік намагався знайти в астрології якийсь прихисток для себе. Особливий інтерес у нього викликають проблеми моральності.
Близько у 346 році Фірмік, на той час вже християнин, написа трактат «Про омани поганських релігій» (De Errore profanarum religionum) і присвятив його імператорам Константу і Констанцію II. Колись переоцінена їм астрологія представлена на час написання як обман. З різкістю і притаманною неофітам нетерпимістю письменник виступає з нападками на поганський політеїзм і містичні культи, що прийшли в Рим зі Сходу. Його лютий заклик до імператорів викоренити поганство звучить як заклик до священної війни з тими, чиї обряди служать погибелі душі.
Саркастичность і пристрасний темперамент Фірміка надають його твору характер підвищеної агресивності, сам же автор постає в ньому як предтеча середньовічних інквізиторів.
Хоча Фірмік нерідко зловживав риторичними прийомами, насамперед емфазою, разом з тим ораторська міць, мальовничість образів здатні вразити уяву. Намагаючись писати літературною мовою, Матерн ретельно уникав народних висловів. Особливу виразність надають його прозі метричні клаузули, які Фірмік використовував у руслі цицероновських традицій.